# رامون آبلدو

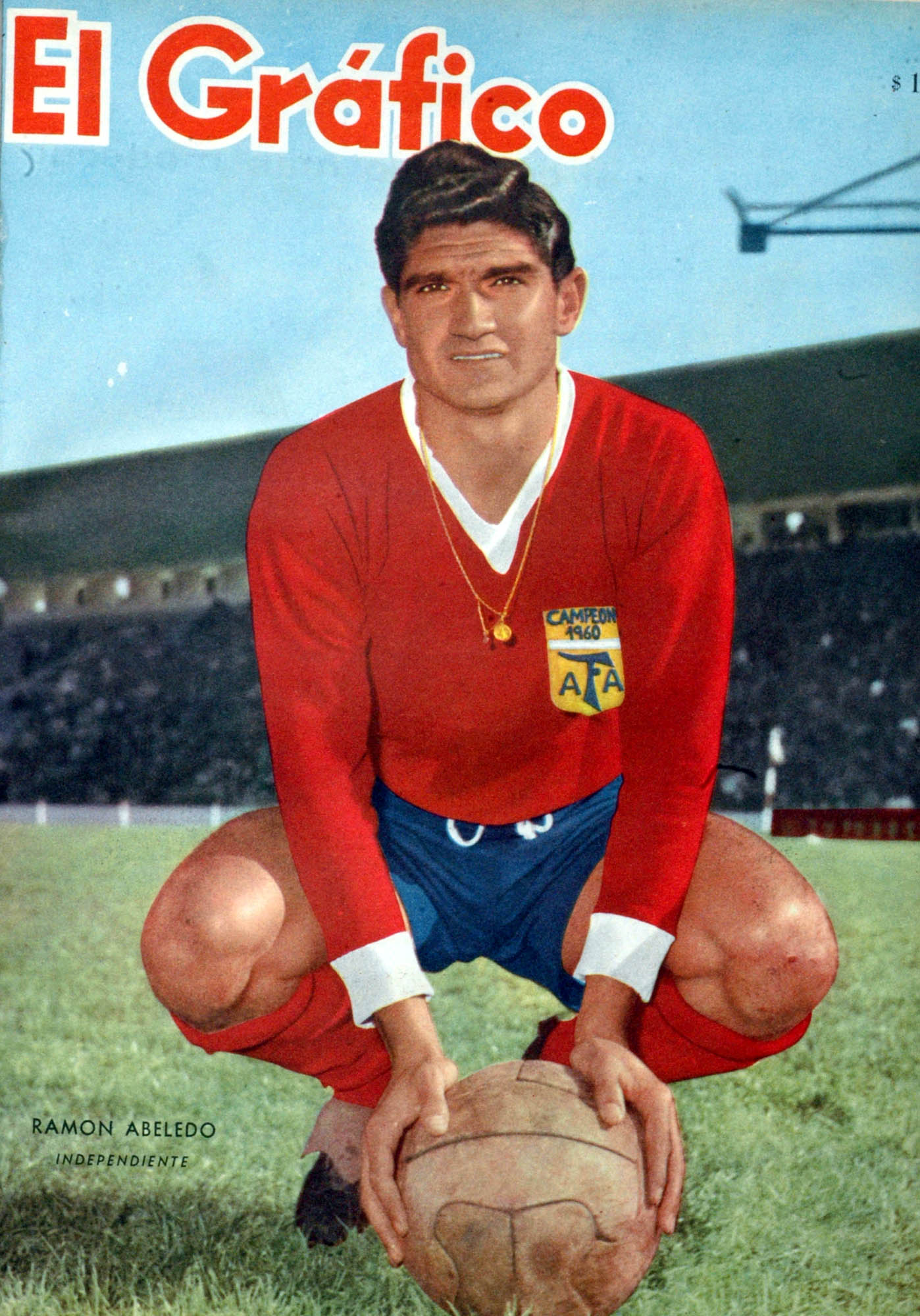
رامون آبلدو در سال ۱۹۶۲

رامون آبلدو (اسپانیایی: Ramón Abeledo‎؛ زادهٔ ۱۹ آوریل ۱۹۳۷) بازیکن فوتبال اهل آرژانتین است.
از باشگاه‌هایی که در آن بازی کرده‌است می‌توان به باشگاه اتلتیکو ایندپندینته و باشگاه فوتبال بوکا جونیورز اشاره کرد.
وی همچنین در تیم ملی فوتبال آرژانتین بازی کرده است.